# Prasat Tao Thong

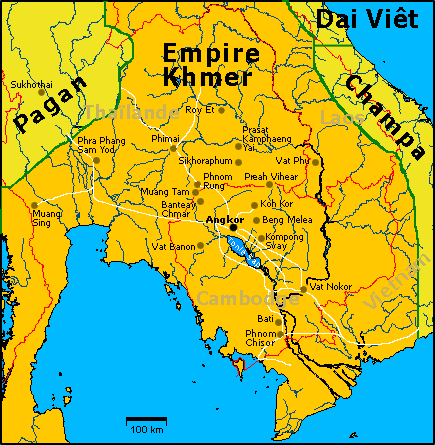
Principaux sites khmers

Le Prasat Tao Thong est un temple khmer situé en Thaïlande, dans la province de Surin. Seuls deux monticules de briques subsistent, l'un sur lequel a été construit un petit oratoire bouddhiste, l'autre sur lequel on trouve un petit bassin comportant la statue d'une tortue, donnant son nom au lieu: château (prasat de la tortue (tao) d'or (thong).

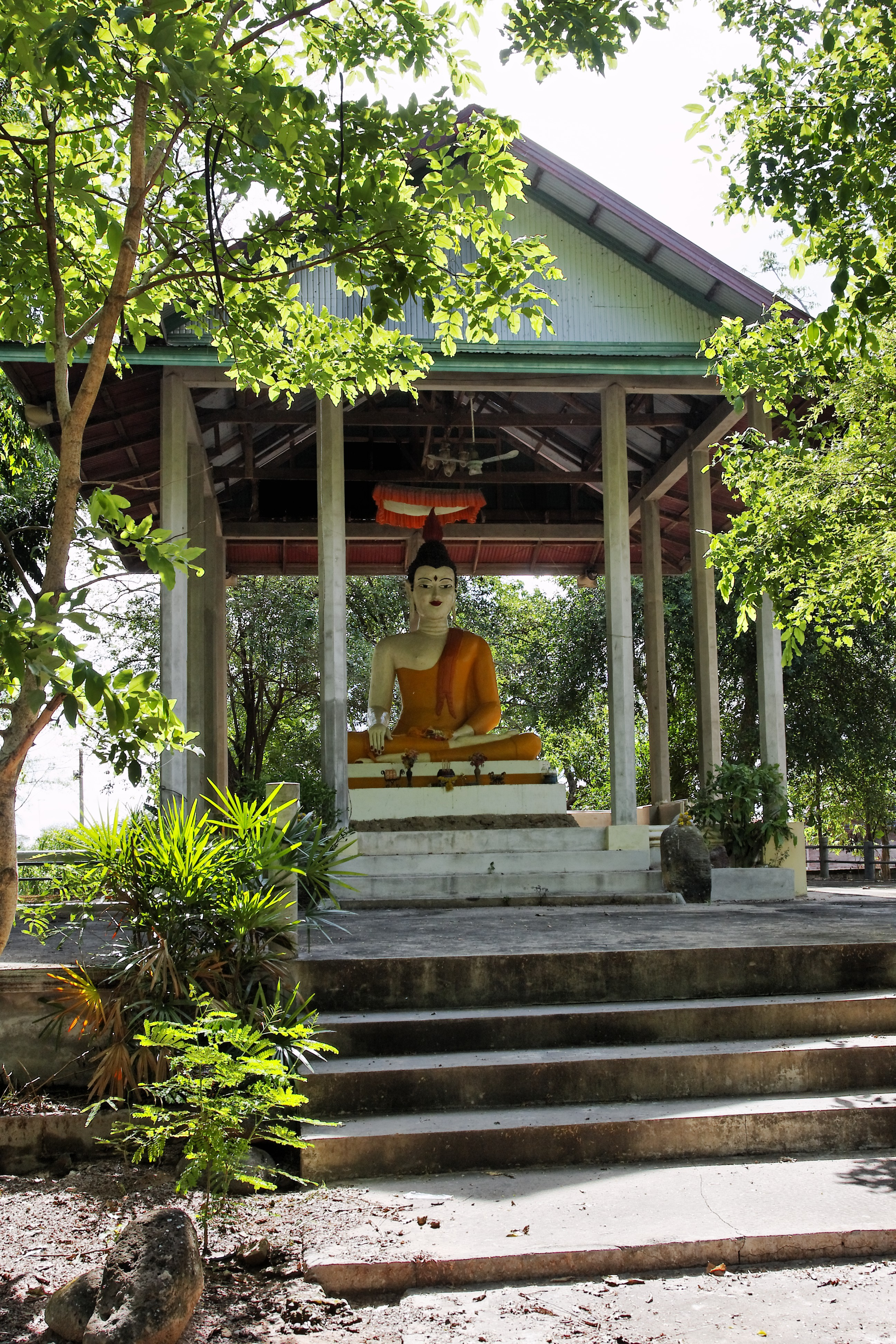
le petit oratoire bouddhiste construit sur les restes du prasat